# 無上瑜伽續
無上瑜伽續（藏語：བླ་ན་མེད་པའི་རྒྱུད།，威利转写：bla-na-med-pa'i rgyud，THL：la-na-mé-pé gyü，或藏語：རྣལ་འབྱོར་བལ་ན་མེད་པའི་རྒྱུད།，威利转写：rnal-'byor bla-na-med-pa'i rgyud，THL：nel-jor la-na-mé-pé gyü），又稱無上瑜伽怛特羅、無上瑜伽部，印度的密宗流派，興起於大乘佛教晚期，流傳於藏傳佛教中，是藏傳密宗的主流。藏傳佛教相信：無上瑜伽部是佛教以及密宗的最高階段。

## 概論
無上瑜伽續是在大乘佛教晚期所發展出的密宗流派。每個密宗流派都有自己尊奉的本尊與密續經典，其中著名的流派有歡喜金剛、大威德金剛、密集金剛（Guhya-samāja-vajra）、勝樂金剛（Cakra-saṃvara-vajra）等。這些流派可以被大致分類為大瑜伽怛特羅（Mahāyoga）與瑜伽母怛特羅（yoginī-tantras）二個大的流派。時輪金剛續（Kālacakra-vajra）是最晚出現的流派。
傳入西藏的無上瑜伽續流派，主要有五個派別：
1. 密集金剛續
2. 大威德金剛續
3. 歡喜金剛續
4. 勝樂金剛續
5. 時輪金剛續

在現存的印度梵文資料中，並沒有記載無上瑜伽續（Anuttarayoga Tantra）這個名稱，只有大瑜伽怛特羅（Mahāyoga tantra）與瑜伽母怛特羅（Yoginī-tantra）的名稱出現。傳入西藏後，大瑜伽怛特羅被譯為父續，瑜伽母怛特羅被稱為母續，而時輪金剛續則自稱為無二續，地位高於父續與母續之上。
無上瑜伽續的發展晚於金剛界與胎藏界等密宗派別，但自認他們的地位高於之前的密宗先驅，因此自稱為無上瑜伽。無上瑜伽續後來形成西藏密宗的主流。無上瑜伽續與之前的密宗流派，最大的不同，在於他們重視修練人的內在氣、脈、明點、拙火，使它導入中脈，以求快速成佛。他們修練內在氣脈的方式有許多，其中較受爭議的是雙身法，以男女間的性瑜伽（非單純性行為），作為未受出家戒之在家人修習明點的一種方法。

## 分類

### 父續
興起於印度波罗王朝時期，傳入西藏後，藏文稱為父續（藏語：ཕ་རྒྱུད།，威利转写：pha rgyud，THL：pha gyü）；側重在男性能量（侵略性等）的展現。寧瑪派「九乘」分類為瑪哈瑜伽怛特羅（「瑪哈」為梵文「大」之意。），例子如密集金剛續、大威德金剛（閻魔敵）續及幻化網續（Māyājāla Tantra）。

### 母續
母續（藏語：མ་རྒྱུད།，威利转写：ma rgyud，THL：ma gyü）側重在女性能量（熱情等）的展現，與拙火以及那洛六法極為相關。寧瑪派「九乘」分類為阿努瑜伽怛特羅（梵語：anuyoga-tantras）例子如勝樂金剛續、歡喜金剛續及大幻化續。

### 無二續
不特別偏於男性或女性能量。例子如時輪金剛續，也有派別將聖妙吉祥真實名經列入無二續。

## 歷史
無上瑜伽續主張：他們的傳承，來自於釋迦牟尼佛化身的親自教導，經由天界傳承而來。根據漢傳文獻的記錄，學者推測：時輪金剛續約是在13世紀時才開始發展。

## 漢傳的無上瑜伽續
漢傳佛教大藏經的密教部也有些從印度傳入漢地的無上瑜伽續經典，例如：《一切如來金剛三業最上祕密大教王經》是密集金剛密續，《妙吉祥瑜伽大教金剛陪囉嚩輪觀想成就儀軌經》是大威德金剛密續，《大悲空智金剛大教王儀軌經》是喜金剛密續，也有《瑜伽大教王經》、《無二平等最上瑜伽大教王經》、《祕密相經》、《妙吉祥最勝根本大教經》等。

## 註解
1. ↑  《佛光大辭典》【上樂金剛】：又稱勝樂金剛。為西藏拉薩下密院修無上瑜伽密之本尊。其像為雙尊，置於雙層蓮花座上。明王上樂金剛有三面，每面各三目，計十二臂，主臂擁抱明妃金剛亥母，其餘諸臂持物，裸體，下身掛骷髏瓔珞，雙足踏人。另有作四面六臂之像者。迦爾居派修法時多奉為本尊。 p722
2. ↑  .   [2019-03-23]. （原始内容存档于2020-08-09）.